# Маркевич Олексій Іванович
Олексій Іванович Маркевич (17 (29) березня 1847 — 5 (18) червня 1903) — український історик, дослідник історії України і Росії XVI—XVIII ст.

## Життєпис
Народився 17 березня 1847 у с. Смоші Прилуцького повіту Полтавської губернії.

### Освіта
Походив із давнього козацько-старшинського роду, пишався своїм родоводом і протягом всього життя займався збиранням та вивченням документів і матеріалів з його історії. До вивчення історії залучив відомий дослідник історії історичної науки Іван Лашнюков, який спрямував його інтереси під час навчання в Ніжинському ліцеї кн. О. Безбородька (1867–1868) до вивчення історії XVI — XVII ст. та особливу увагу до питань історіографії.
Подальше формування історичних поглядів значною мірою відбувалося під впливом історика права, професора Ф. Леонтовича та професора П. Бруна, які працювали в Імператорського Новоросійського університету, де він був вільним слухачем історико-філологічного ф-ту (1868–1869). На формування професійних інтересів до вивчення джерелознавчих питань вплив справив професор історії Росії в Київському університеті В.Іконников. Величезне значення на розвиток історичних поглядів і громадської діяльності мали його дружні стосунки та постійне спілкування з М.Грушевським та його оточенням в Науковому товаристві ім. Т.Шевченка, з редакційним гуртом часопису «Киевская старина». Плідними були наукові взаємини з талановитим істориком української літератури й науки, етнографом М.Петровим. Суспільні погляди Маркевича базувалися на ліберально-демократичних засадах. Він належав до тієї частини української інтелігенції, яка поєднувала любов до України, її історії та культури з лояльністю до Російської імперії.

### Наукова діяльність
Основні проблеми, до яких він звертався у своїй творчості, торкалися історії формування державного апарату Російської держави, історії літописання, історії України XVII–XVIII ст., вивчення місця і значення в історії та культурі М.Гоголя, Т.Шевченка, М.Костомарова, генеалогії козацького роду Марковичів. Значну частину творчого доробку складають краєзнавчі дослідження. На початку своєї наукової діяльності ґрунтовно займався вивченням історії еволюції політичного устрою Московської держави XV–XVII ст., розробляв джерелознавчі та історіографічні проблеми. Провідне місце в його творчості посідало вивчення проблем місництва, якому історик присвятив магістерську (1879) і докторську (1888) дисертації. Ґрунтовно займався розробкою джерелознавчих та історіографічних проблем. На початку 1880-х викладав в Імператорського Новоросійського університету спеціальний курс з історіографії, один із розділів якого був присвячений вивченню історичних джерел. Великого значення надавав аналізу давніх літописів, які розглядав не тільки як джерело, а і як історіографічний документ. Надалі у центрі наукових інтересів була історія України XVII—XVIII ст. До вивчення українського історичного минулого звернувся з початком своєї викладацької діяльності в Імператорського Новоросійського університету (1880—1895). Особливої уваги заслуговують спеціальні лекційні курси, прочитані ним в 1883—1895 («Історія Південно-Західної Русі з XIII по XIV ст.», «Історія Південно-Західної Русі до кінця XVIII ст.», «Історична географія й етнографія Південної Русі», «Історія Новоросійського краю з другої половини XVIII ст.» та ін.).
Дослідницькій роботі в галузі історії України значною мірою сприяла співпраця з ОТІС (з 1887 — дійсний член, з 1894 — член видавничого комітету, з 1899 — секретар), Історичному товаристві Нестора-Літописця (з 1892), Церковно-археологічному товаристві при Київській духовній академії (з 1889), Історико-філологічному товаристві при Імператорського Новоросійського університету (з 1889), Кримському гірничому клубі (з 1893 — дійсний член, з 1895 — редактор «Записок»), співпраця з НТШ (фактично — з 1895, офіційно — з 1901, дійсний член історико-філософської секції).
У 1899 році подружжя Маркевичів придбало ділянку на Канатній вул., 36, де і мешкало у двоповерховому будинку-особняку.
Олексій Іванович Маркевич помер від інсульту 5 (18) червня 1903 у своєму будинку в Одесі, після смерті його жінка Любов Семенівна Маркевич продовжувала жити у будинку Маркевичів до самої смерті (нар. бл. 1852 — вм. 14 (27) грудня 1906.

## Науковий доробок
У своїх українознавчих працях стояв на засадах народницького напрямку в українській історіографії. У його світосприйнятті суб'єктом історичного процесу є колективна особистість — народ, народність, що усвідомлюється через такі поняття, як народний дух, народний характер, душа народу. Звідси особлива увага до звичаїв, побуту, культури, фольклору, народної творчості. Мав на меті показати за яких умов Україна в середині XVII ст. самостійною державою увійшла до складу Московської держави і до кінця XVIII ст. перетворилася на безправну частину Російської імперії. Доводив, що обмеження державного устрою України, втручання в її внутрішню і зовнішню політику розпочалося ще з перших років союзу з Московською державою, посилилося на початку XVIII ст., а за часів Катерини II переросло у політику цілковитого знищення національних установ українців та поневолення селянства. Дослідження з історії Одеси і зараз мають актуальність у тих дискусіях, що ведуться серед істориків з питання про час заснування міста.
Сучасні дослідники високо оцінюють його монографію з історії ІНУ, видану з нагоди 25-річчя цього навчального закладу. Опублікував близько 70 праць з історії південного регіону України. Звертався до висвітлення історії Одеси, економічного розвитку регіону, навчальних та добродійних закладів на півдні України, суспільного життя та культури, склав змістовні біографії низки відомих сучасників. Прагнув зробити якнайбільшу кількість джерел надбанням історичної науки та громадської думки. Завдяки йому стали відомі рідкісні історичні джерела — документи з історії Запорозької Січі, з історії сербських поселень, акти з історії Слобідської України, матеріали про діяльність О. Суворова на півдні України, епістолярії, етнографічні та фольклорні матеріали тощо. Його громадська позиція — культурно-просвітницька праця, визначилася вже в 1880-х і була провідною протягом всього його життя. Підтримував тісні зв'язки з членами Одеської громади, брав участь в їх просвітницьких починаннях. Після звільнення з ун-ту в 1895 (офіційно — «за станом здоров'я», фактично — через «політичну неблагонадійність»), не маючи змоги популяризувати історичне минуле українського народу з університетської кафедри, він звернувся до просвітницької діяльності, яка виявлялася передусім, в читанні публічних лекцій на різнобічну тематику в Одесі та за її межами: в Катеринославі, Кишиневі, Севастополі, Бендерах та ін. містах.

## Праці
- Григорий Карпович Котошихин и его сочинение о Московском государстве в половине XVII в. — Одесса,1895;
- Город Качибей или Гаджибей — предшественник Одессы. — Одесса, 1894;
- 25-летие Императорского Новороссийского университета: Ист. записка и акад. списки. — Одесса, 1890; * История местничества в Московском государстве в XV — XVII вв. — Одесса, 1888;
- О местничестве: Исследование. Ч. 1: Русская историография по отношению к местничеству. — К.,1897; * О летописях. — Одесса, 1883;
- Торговля и промышленность // Одесса (1794—1894):
- К 100-летию города. — Одесса, 1894;
- Южная Россия при Екатерине II. — Одесса, 1893.

## Пам'ять
У 2024 році на честь Маркевича була названа вулиця у центральній частині Одеси.